# Franz Hammer (Schriftsteller)

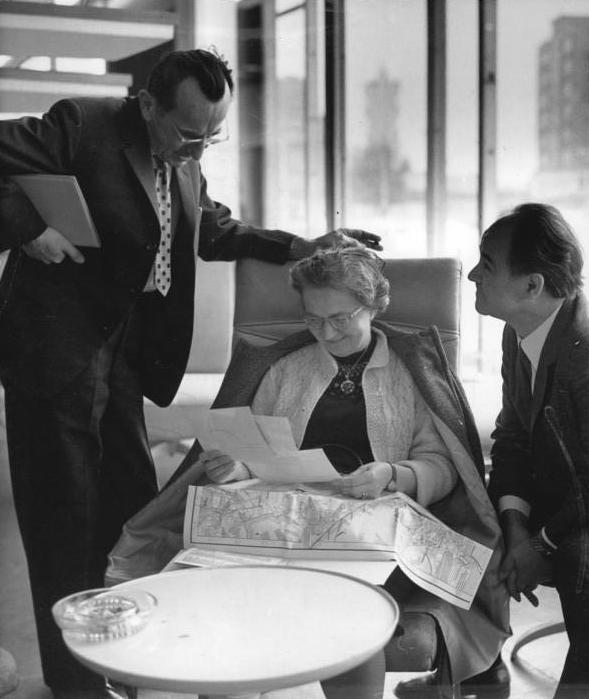
1. DSV-Jahreskonferenz, 2. November 1966 Berlin: Bruno Apitz (links) im Pausengespräch mit Franz Hammer (rechts) und Gattin aus Tabarz

Franz Hammer (eigtl. Hammel, *  24. Mai 1908 in Kaiserslautern; † 10. April 1985 in Tabarz) war ein deutscher Schriftsteller, Publizist, Lektor, Literaturkritiker und Kulturfunktionär.

## Leben
Hammer war Sohn eines Metallschleifers, der im September 1914 im Ersten Weltkrieg fiel. Seine Mutter zog ihn und seinen jüngeren Bruder Kurt daraufhin allein groß, indem sie den Lebensunterhalt notdürftig als Putzfrau und als Arbeiterin verdiente; außerdem hatte sie als „Kriegerwitwe“ eine kleine Rente. Hammer fiel als sehr guter Schüler auf und erhielt daher eine Freistelle auf einer Oberrealschule, die er ohne Abitur beendete. Er schloss sich der Jugendbewegung an und wurde Mitglied des „Bundes freisozialistischer Jugend“. 1925 bis 1928 arbeitete er als Jugendfürsorger in einem Heim für „geistesschwache“ Kinder. Die dort befindlichen Akten seiner Schützlinge, die zumeist aus sozial schwachen, zerrütteten Familien kamen, regten ihn zu der Kampfschrift Ein Blick in eine Idiotenanstalt (1926) an, mit der er gegen Alkoholmissbrauch polemisierte. Zu seinen literarischen Vorbildern gehörten Upton Sinclair, Ernst Toller, Maxim Gorki und Martin Andersen Nexö.
Von 1928 bis 1930 studierte er mithilfe seiner Ersparnisse und eines Stipendiums über die sogenannte „Kleine Matrikel“ Philosophie, Germanistik, Volkswirtschaft und Theaterwissenschaft an der Berliner Universität. Er war dort im Vorstand der Roten Studentengruppe. Nebenbei schrieb er seine ersten beiden Romane, die jedoch nicht veröffentlicht wurden. Ab 1930 lebte er in Eisenach und betätigte sich in der Roten Sportbewegung und im Roten Frontkämpferbund. Er wurde Mitarbeiter u. a. der Neuen Bücherschau von Gerhart Pohl, der Weltbühne und der Arbeiter Illustrierte Zeitung. 1932 schloss er sich dem von der Weltbühne veröffentlichten Protest gegen die beabsichtigte Wiedereinführung der allgemeinen Wehrpflicht an.
1933 wurde er durch die Gestapo verhaftet und kam in Schutzhaft. Danach lebte er von Gelegenheitsarbeiten. Von 1937 bis 1943 war er auch als Herausgeber literarischer Werke tätig und veröffentlichte eigene Erzählungen. Aus der Reichsschrifttumskammer sollte er Anfang der 1940er Jahre wegen politischer Unzuverlässigkeit ausgeschlossen werden, legte jedoch mit Hinweis auf seine angegriffene Gesundheit – er hatte Lungentuberkulose – erfolgreich Widerspruch ein. Die Krankheit bewahrte ihn auch vor dem Kriegsdienst. 1945 wurde er Mitglied der KPD. 1946/47 gründete und leitete er den ersten Arbeitskreis junger Autoren (Thüringen). Aus dieser von ihm auch weiterhin geleiteten Arbeitsgemeinschaft gingen Autoren wie Hanns Cibulka, Günther Deicke, Wolfgang Held, Walter Stranka, Harry Thürk und Walter Werner hervor.
Von 1946 bis 1950 war er als Landessekretär des Kulturbundes und als Verlagslektor in Leipzig tätig. 1952/53 war er Dramaturg am Landestheater Eisenach Schließlich wurde er freischaffender Schriftsteller.
Besonders verdient machte sich Hammer als Förderer junger Autoren. Von 1948 bis 1950 war er thüringischer Landesvorsitzender des Schutzverbandes deutscher Autoren und von 1957 bis 1971 Vorsitzender des Arbeitskreises Thüringen im Schriftstellerverband der DDR. 1971 wurde er Generalsekretär der Deutschen Schillerstiftung.
Seine Korrespondenz weist Kontakte u. a. zu Martin Andersen Nexø, Kurt Hiller, Heinrich Mann, Ludwig Renn, Anna Seghers, Gustav von Wangenheim, Erich Weinert, F. C. Weiskopf, Max Zimmering und Arnold Zweig aus. Hammer war verheiratet – seine zweite Frau Helga überlebte ihn um vierzehn Jahre – und hatte keine Kinder. Sein Nachlass befindet sich in der Berliner Akademie der Künste.
1978 wurde er mit dem Vaterländischen Verdienstorden (VVO) in Gold ausgezeichnet. 1983 erhielt er die Ehrenspange zum VVO in Gold.

## Werke
(bis 1933 unter dem Namen Franz Hammel)
- 1926 o. 1927: Ein Blick in eine Idiotenanstalt. Pamphlet (Dt. Arbeiter-Abstinenten-Bund)
- 1929: Aufbruch. Sprechchöre aus den Jahren 1925-1926 (Signal-Verlag)
- 1929: Remarquismus oder Aktivismus? In: Die Neue Bücherschau 7 (1929) S. 393.
- 1930: (mit Kurt Deutsch) Der Arbeiter hat das Wort (Kleist-Verlag)
- 1930: Jugend klagt an. Pamphlet. (Band 2 von Der Arbeiter hat das Wort)
- 1935: Der Knüppel (Nov.)
- 1937: Es wird Frühling... (Erz.)
- 1938: Gerichtstag (Nov.)
- 1944: Die kleine Geige (Erz.)
- 1946: Phosphor
- 1947: Die Enthüllung
- 1947 o. 1948: Wir steigen empor: Wir sprengen die Fesseln (Chorlied, vertont von Ottmar Gerster)(Thüringer Volksverlag Weimar)
- 1949: Die Aufgaben des Dichters in der Gegenwart (Hrsgg. v. d. Landesschule für angewandte Kunst)
- 1955: Freistaat Gotha im Kapp-Putsch: Nach Dokumenten und Erinnerungen alter Mitkämpfer (Verlag Neues Leben Berlin)
- 1956: Theodor Neubauer – Ein Kämpfer gegen den Faschismus (Biographie, 1967 überarb. unter dem Titel: Theodor Neubauer. Aus seinem Leben)
- 1958: Rings um den Inselsberg (Reihe: Deutsches Land – Heimatland; mit Fotografien von Willy Pritsche).
- 1959: Thüringer Wald. Bildband.
- 1963: Im Erbstromtal. Reportage.
- 1963: Martin Andersen Nexö: sein Leben in Bildern (Verlag Enzyklopädie Leipzig)
- 1963: Der Geduckte (Funkerzählung)
- 1968: Mai 1929 (Selbstverlag)
- 1975 und 1982: Traum und Wirklichkeit: Geschichte einer Jugend (Autobiographie)
- 1984: Zeit der Bewährung: ein Lebensbericht (Tribüne Verlag Berlin) (Autobiographie)

### Herausgeber
- 1937: Stijn Streuvels: Martje Maartens. Nov.
- 1939: Hermann Stehr und das junge Deutschland. Bekenntnis zum 75. Geburtstag des Dichters.
- 1942: Stijn Streuvels: Quertreiber am Werk. Erz.
- 1943: Jeremias Gotthelf: Der Besenbinder von Rychiswyl. Erz.
- 1943: Alfons von Czibulka: Das Lied der Standarte Caraffa
- 1946: Rosa Luxemburg: Briefe aus dem Gefängnis.
- 1947- 50: Thüringer Volkskalender
- 1948: Freiheit. Geschichten aus aller Welt.
- 1949: Das Lied der Freiheit.
- 1955: Leben ist ein Befehl: Eine Anthologie junger Autoren. Arbeitsgemeinschaft Junger Autoren, Suhl 1955.
- 1963: Gottfried-Keller-Brevier.
- 1971: Der junge Gottfried Keller.
- 1982: Frühe Hörspiele (u. a. von Friedrich Wolf).